# Михаел Скибе
Михаел Скибе (на немски: Michael Skibbe) е бивш немски футболист и настоящ старши треньор на националния отбор на Гърция.

## Кариера

### Кариера като футболист
Дебютира за мъжкия отбор на Шалке 04 на 19-годишна възраст, но две години по-късно е принуден да спре с активния футбол поради тежка контузия. За този период изиграва 15 мача и отбелязва 1 гол за Кралскосините.

### Кариера като треньор
Две години след като приключва с кариерата си като футболист, Скибе е нает за треньор на юношеските формациии на родния си Шалке. Година по-късно поема юношите на Борусия Дортмунд. През 1995 г. става помощник на Отмар Хицфелд в първия отбор, а след три години сам застава начело на тима, едва на 32 години. Уволнен е след края на сезон 1999/2000. Веднага след това става асистент на Руди Фьолер в националния отбор. Напуска след провала на Евро 2004.
На 8 октомври 2005 г. е назначен за треньор на Байер Леверкузен. Уволнен е на 18 май 2008 г., след като не успява да класира Аспирините за Шампионската лига.
На 11 юни 2008 г. подписва договор с турския гранд Галатасарай. Стартира добре, печелейки Суперкупата на Турция, но впоследствие отпада от Шампионската лига. Уволнен е през февруари 2009 г. след поредица от слаби резултати.
На 4 юни 2009 година поема Айнтрахт Франкфурт. Уволнен е през 2011 г. заради поредица от слаби резултати.
През юли 2011 г. става треньор на Ескишехирспор, но през декември напуска, за да поеме Херта Берлин. В Берлин обаче остава едва три месеца, след което напуска заради серия от 5 поредни загуби.
От май до ноември 2012 г. води Кардемир Карабюкспор.
На 15 юни 2013 г. поема швейцарския Грасхопър. Успява да стане вицешампион, но през януари 2015 г. напуска.
Няколко дни по-късно поема за втори път Ескишехирспор. Остава начело на турския клуб до края на октомври 2015 г., когато напуска, за да поеме гръцкия национален отбор.
На 29 октомври 2015 г. е назначен за старши треньор на сериозно закъсалия по това време национален отбор на Гърция. Дебютира като селекционер на Елините на 13 ноември, като дебютът му е кошмарен – загуба с 0:1 от Люксембург. Въпреки това постепенно успява да стабилизира тима.

## Успехи

### Като треньор
Галатасарай
- Суперкупа на Турция (1): 2008